# Tour Heyblot
La Tour Heyblot est une ancienne tour fortifiée située à Bar-le-Duc dans le département de la Meuse en région Lorraine.
Construite au Moyen Âge (XIVe siècle), elle est l'un des rares vestiges des fortifications de la Ville Haute.
Elle est classée aux monuments historiques depuis le 25 juin 1930.

## Présentation
La Tour Heyblot est une ancienne tour fortifiée demi-circulaire construite en pierre calcaire, et située à la Ville Haute, à l'ouest du quartier Renaissance,. Ses murs sont épais de 70 à 95 centimètres. Ses ouvertures rectangulaires sont garnies de corbeaux, et une amorce de courtine lui est accolée. La tour est aujourd'hui plus basse qu'elle ne l'a été.
Son nom est tiré de celui de la famille qui en a été propriétaire pendant plusieurs générations.

## Historique
La Tour Heyblot est construite au XIVe siècle durant le Moyen Âge, et fait alors partie du mur d'enceinte de la Ville Haute.
En 1670, le roi de France Louis XIV ordonne le démantèlement des fortifications du château et de la ville. La tour est l'un des rares édifices à être épargnés avec la Tour de l'Horloge et le Neuf-Castel.
La Tour Heyblot et l'amorce de courtine sont classées monuments historiques le 25 juin 1930.
En 1962, elle est sauvée de la démolition par une souscription publique.